# Nicolae Angelescu
Nicolae Angelescu (n. 6 decembrie 1931, Rociu, România – d. 27 septembrie 2014) a fost un reputat chirurg român, membru de onoare al Academiei de Științe Medicale.
A absolvit Colegiul „I. C. Brătianu” din Pitești, iar în 1954 a început studiile superioare la Facultatea de Medicină din București. După absolvirea facultății, a devenit preparator în Clinica de Urologie Panduri, condusă de profesorul Theodor Burghele. Teza lui de doctorat, Tratamentul crizei acute de rejet în transplantul renal experimental, susținută în 1970, aborda un subiect de o mare noutate pentru epoca respectivă. A urcat treptele ierarhiei universitare în cadrul Universității de Medicină și Farmacie „Carol Davila” din București, devenind șef de lucrări (1972), apoi conferențiar (1980) în Clinica de Chirurgie a Spitalului „23 August” (în prezent Spitalul „Sf. Pantelimon”). Din 1984 a condus Clinica de Chirurgie de la Spitalul Colțea, iar în 1992 obține titlul de profesor universitar. A fost șeful acestei clinici și profesor consultant până la pensionare, în 2003. A format acolo echipe chirurgicale pentru investigații ecografice și de endoscopie digestivă și intervențională. A introdus pentru prima dată în București, după 1992, abordarea minimului invaziv în chirurgia generală, fiind un promotor al acestui tip de chirurgie.
Nicolae Angelescu a avut și o bogată activitate publicistică, printre care 26 de cursuri universitare, manuale și monografii, ca autor unic sau în colaborare, dintre care cele mai remarabile sunt: Tratat de patologie chirurgicală (Editura Medicală, 2001) și Patologie chirurgicală pentru admiterea în rezidențiat (Editura Celsius, 1997). De asemenea, a publicat peste 400 de lucrări științifice, în România și în străinătate, dintre care 111 sunt indexate în baze de date internaționale Pubmed.
A avut o contribuție importantă la dezvoltarea Societății Române de Chirurgie, în perioada 1988–1995 fiind secretar general, apoi președinte al acetei societăți (1995-2002). În perioada 1995–2004 a fost redactor șef al revistei „Chirurgia”. A fost ales membru de onoare al Asociației Franceze de Chirurgie, secretar adjunct al Eurosurgery, reprezentant al României (din 2003) în Uniunea Medicală Balcanică. De asemenea, a fost membru și a altor societăți științifice, ca: Societatea Europeană de Chirurgie Digestivă, Societatea Europeană de Chirurgie Experimentală, Societatea Europeană de Chirurgie Oncologică, Academia de Chirurgie din Franța. A fost membru de onoare al Academiei de Științe Medicale din Rămânia și membru de onoare al Academiei Oamenilor de Știință din România. A fost doctor honoris causa al Universității „Ovidius” din Constanța și al Universității de Medicină din Iași.